# Koripallon miesten SM-sarjakausi 1965-1966
La Koripallon miesten SM-sarjakausi 1965-1966 è stata la 26ª edizione del massimo campionato finlandese di pallacanestro maschile. La vittoria finale è stata ad appannaggio del ToPo Helsinki.

## Risultati

### Stagione regolare
|     | Squadra             | G  | V  | P  | PF   | PS   | Pt. | Qualificazione |
| --- | ------------------- | -- | -- | -- | ---- | ---- | --- | -------------- |
| 1.  | ToPo Helsinki       | 18 | 17 | 1  | 1344 | 1178 | 34  |                |
| 2.  | Hels. Kisa-Toverit  | 18 | 13 | 5  | 1548 | 1387 | 26  |                |
| 3.  | KTP-Basket          | 18 | 12 | 6  | 1289 | 1198 | 24  |                |
| 4.  | Helsingin NMKY      | 18 | 11 | 7  | 1385 | 1249 | 22  |                |
| 5.  | Tapion Honka        | 18 | 11 | 7  | 1448 | 1346 | 22  |                |
| 6.  | Työväen Maila-Pojat | 18 | 11 | 7  | 1268 | 1232 | 22  |                |
| 7.  | Namika Lahti        | 18 | 4  | 14 | 1224 | 1370 | 8   |                |
| 8.  | Turun Riento        | 18 | 4  | 14 | 1167 | 1341 | 8   |                |
| 9.  | Karhun Pojat        | 18 | 4  | 14 | 1142 | 1393 | 8   | retrocesse     |
| 10. | Tampereen Pyrintö   | 18 | 3  | 15 | 1159 | 1280 | 6   | retrocesse     |

| Koripallon miesten SM-sarjakausi 1965-1966 |
| ------------------------------------------ |
| ToPo Helsinki 2º titolo                    |

## Formazione vincitrice
| N° | Naz.                 | Ruolo | Sportivo            |  | Alt. |  |
| -- | -------------------- | ----- | ------------------- |  | ---- |  |
|    | Finlandia (bandiera) |       | Jorma Pilkevaara    |  | 187  |  |
|    | Finlandia (bandiera) |       | Heikki Lahdensuu    |  |      |  |
|    | Finlandia (bandiera) |       | Paavo Suhonen       |  |      |  |
|    | Finlandia (bandiera) |       | Mikko Hyryläinen    |  |      |  |
|    | Finlandia (bandiera) |       | Matti Wessman       |  |      |  |
|    | Finlandia (bandiera) |       | Yrjö Janoff         |  |      |  |
|    | Finlandia (bandiera) |       | Jukka Vallinkoski   |  |      |  |
|    | Finlandia (bandiera) |       | Lars Karell         |  |      |  |
|    | Finlandia (bandiera) |       | Eero Lindegren      |  |      |  |
|    | Finlandia (bandiera) |       | Markku Jääskeläinen |  |      |  |
|    | Finlandia (bandiera) |       | Kyösti Lehtonen     |  |      |  |
|    | Finlandia (bandiera) |       | Gleb Schirokoff     |  |      |  |
|    | Finlandia (bandiera) | All.  |                     |  |      |  |